# Mont-roig (les Avellanes i Santa Linya)
El Mont-roig és una muntanya de 715 metres que es troba entre els municipis de Camarasa i de les Avellanes i Santa Linya, a la comarca catalana de la Noguera.
Aquest cim està inclòs al llistat dels 100 cims de la FEEC